# Robert Stangland
Robert Sedgwick Stangland (Nova York, 5 d'octubre de 1881 – Nyack, 15 de desembre de 1953) va ser un atleta estatunidenc que va competir a primers del segle XX i que s'especialitzà en el salt de llargada i el triple salt.
El 1904 va prendre part en els Jocs Olímpics de Saint Louis, en què va guanyar dues medalles de bronze. En el salt de llargada va realitzar un millor salt de 6m 88cm, tot quedant per darrere dels seus compatriotes Myer Prinstein i Daniel Frank. En el triple salt el seu millor salt fou de 13m 36cm i fou superat novament per Myer Prinstein, que repetí medalla d'or, i per Frederick Engelhardt que guanyà la plata.

## Millors marques
- Salt de llargada. 7m 17cm, el 1904
- Triple salt. 13m 36cm, el 1904[1]